# پماگاتشل
پماگاتسل (به لاتین: Pemagatsel) یک منطقهٔ مسکونی در بوتان است که در ناحیه پماگاتشل واقع شده‌است.